# Barthélemy de Laffemas

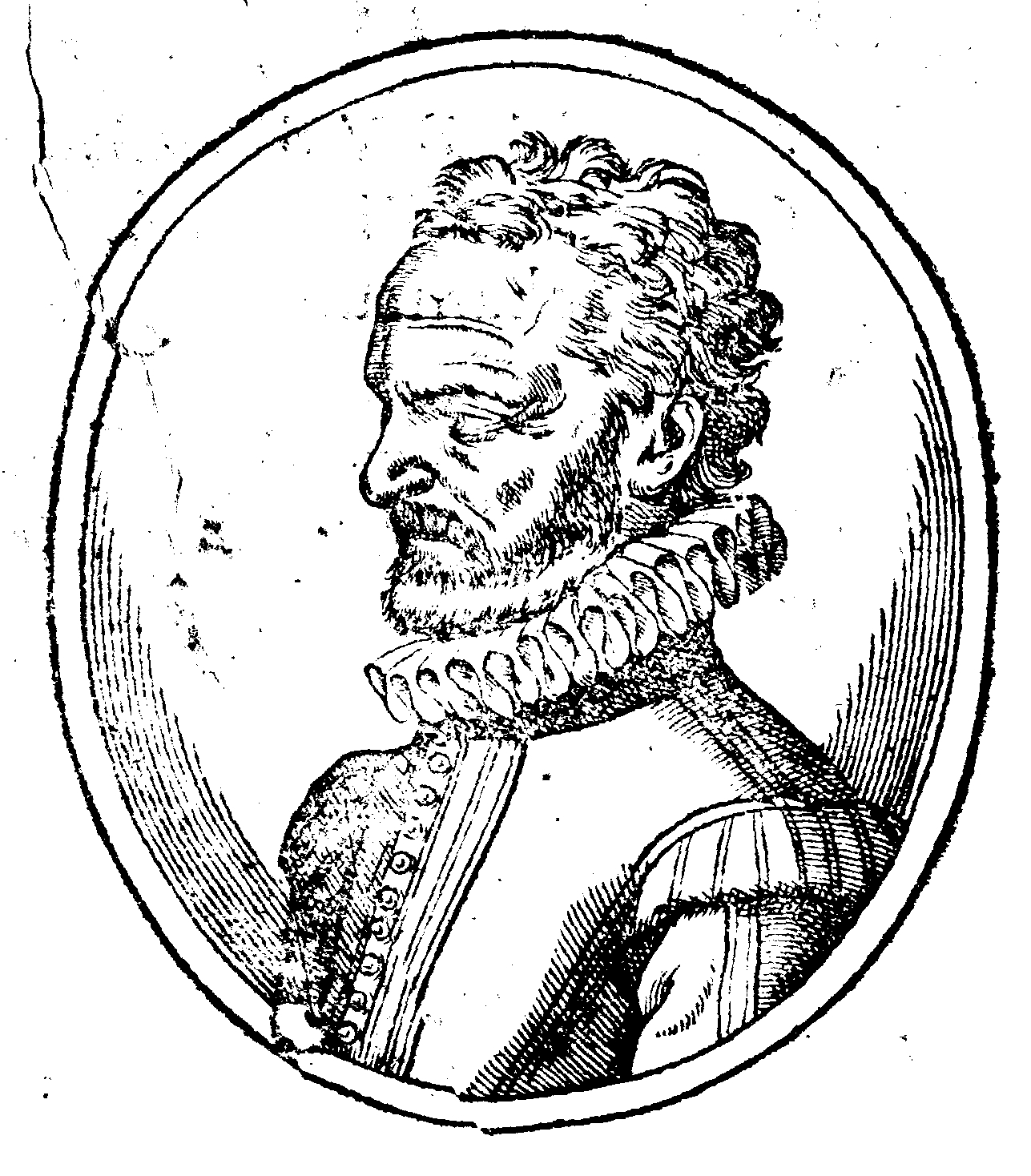
Barthélemy de Laffemas

Barthélemy de Laffemas, född 1545 i Beausemblant i Dauphiné, död 1612 i Paris, var en fransk ekonom och författare.  
Han var Henrik IV:s kammartjänare och presenterade i början av 1600-talet ett program för modernisering av den franska ekonomin, vilket bland annat innefattade införande av protektionism och statssubventionerade manufakturer. Laffemas inledde sin bana med att vara kunglig skräddare för att sedan avancera till att som Controleur Général du Commerce i praktiken ha enväldig makt över den unga, statligt kontrollerade manufakturindustrin. 
Han menar att ekonomi och statsmannakonst hängde samman, vilket var ett nytt perspektiv för samtiden. En klok furste måste utnyttja alla de ekonomiska instrument som han förfogade över för att göra staten rik och mäktig. Louis Colbert fortsatte hans verk. 